# Llista de personatges de Prison Break
Aquesta llista de personatges de Prison Break inclou personatges amb intervencions en 10 o més capítols a la sèrie de televisió estatunidenca Prison Break ordenats pel nombre d'episodis en els quals han aparegut.

## Visió general
- Llegenda:      repartiment principal;

     Paper recurrent; 
     Convidat;      No apareix.
| Lincoln Burrows                  | Dominic Purcell     |  |  |  |  |  |  |
| Michael Scofield                 | Wentworth Miller    |  |  |  |  |  |  |
| Veronica Donovan                 | Robin Tunney        |  |  |  |  |  |  |
| John Abruzzi                     | Peter Stormare      |  |  |  |  |  |  |
| Fernando Sucre                   | Amaury Nolasco      |  |  |  |  |  |  |
| Lincoln "L.J." Burrows Jr.       | Marshall Allman     |  |  |  |  |  |  |
| Brad Bellick                     | Wade Williams       |  |  |  |  |  |  |
| Paul Kellerman                   | Paul Adelstein      |  |  |  |  |  |  |
| Theodore "T-Bag" Bagwell         | Robert Knepper      |  |  |  |  |  |  |
| Benjamin Miles "C-Note" Franklin | Rockmond Dunbar     |  |  |  |  |  |  |
| Sara Tancredi                    | Sarah Wayne Callies |  |  |  |  |  |  |
| Alexander Mahone                 | William Fichtner    |  |  |  |  |  |  |
| James Whistler                   | Chris Vance         |  |  |  |  |  |  |
| Norman "Lechero" St. John        | Robert Wisdom       |  |  |  |  |  |  |
| Sofia Lugo                       | Danay García        |  |  |  |  |  |  |
| Gretchen Morgan                  | Jodi Lyn O'Keefe    |  |  |  |  |  |  |